# 劉應節
劉應節（1523年—1590年），字子和，號白川，山東承宣布政使司萊州府濰縣（今山東省濰坊市）人，明朝军事将领、政治人物。

## 生平
嘉靖二十二年（1543年），癸卯科山東鄉試中舉第四名。嘉靖二十六年（1547年），登丁未科进士，吏部觀政，二十八年授任户部广东司主事。明年庚戌秋，韃虏入古北口，直犯京师，奉命饷軍密雲，明年榷税清江浦，三十一年壬子宣大发生饥荒，奉命赈濟。三十二年癸丑转员外郎，迁郎中。三十四年乙卯出知怀庆府，以外艰归，服除赴阙，逾歲補顺德府，四十一年擢升山西按察司副使、井陘兵備，兼轄三關。嘉靖四十三年（1564年），升陕西左參政，不久擢都察院右僉都御史，巡撫遼東，丁内艰归。
隆庆元年（1567年），詔起担任河南巡撫，抵禦俺答汗進攻。隆慶四年七月，進右副都御史，十月升任兵部右侍郎兼右僉都御史，代譚綸總督薊、遼、保定軍務。
萬曆元年（1573年）七月升右都御史兼兵部右侍郎，仍然擔任薊遼總督。二年秋改南京工部尚書，萬曆三年（1575年），召為南京兵部尚書。萬曆五年，擔任刑部尚書；之後被馮保等閹黨誣陷彈劾，致仕歸鄉。致仕十五年，两台荐章凡十二上，再徵为南京工部尚书，皆不就，萬歷十八年六月在家卒，贈太子少保。

## 家族
曾祖劉深。祖父劉軻。父劉潤，母韓氏。具庆下。子劉元功（号思白，丙子举人，完县知县）、劉元勛。

## 延伸阅读
[在维基数据编辑]
 《國朝獻徵錄·卷之四十五》，出自焦竑《國朝獻徵錄》
 《明史卷二百二十》，出自《明史》